# 資訊科技與政治學刊
《資訊科技與政治學刊》（Journal of Information Technology & Politics）是一份2007年起發行的學術期刊。該期刊的前身為2004年出版的《電子政府期刊》。現時，期刊每年出版4次，內容為研究資訊科技與政治和政府的影響。期刊現任主編為威斯康辛大學麥迪遜分校傳播系的Michael A. Xenos。 

## 資料來源
1. ↑  .   [2014-06-08]. （原始内容存档于2022-06-15）.

## 外部連結
- 官方网站